# Trimetadione
Il trimetadione è una sostanza con proprietà anticonvulsivanti appartenente alla classe degli Ossazolidindioni. Il farmaco era comunemente usato per trattare attacchi epilettici che risultavano resistenti ad altri trattamenti. È stato ritirato dal mercato per i numerosi e gravi effetti collaterali, tenuto conto della disponibilità di altri farmaci migliori.

## Chimica
Il trimetadione, 3,5,5-trimetilossazolidina-2 ,4-dione, può essere sintetizzato per metilazione del 5,5-trimetilossazolidina-2 ,4-dione con dimetilsolfato.

## Usi clinici
Il farmaco trova indicazione nel trattamento del piccolo male e dell'epilessia acinetica solo in quei soggetti che non rispondono ad altri trattamenti.

## Effetti collaterali ed indesiderati
Tra gli effetti collaterali causati dal farmaco quello certamente più grave è rappresentato dalla cosiddetta "sindrome da trimetadione" descritta tra i figli delle donne trattate con questo farmaco. Le caratteristiche della sindrome comprendevano il ritardo di crescita prenatale e postnatale, ritardo mentale, disturbi del linguaggio e dello sviluppo, diverse anomalie cranio-facciali, tra cui orecchie a basso impianto, malformate e con spirale ripiegata anteriormente, forma a V delle sopracciglia, labioschisi e palatoschisi, l'epicanto, la microcefalia, la bassa statura, le anomalie dei denti, la sella nasale larga e diverse anomalie cardiache ed oculari. Tra le anomalie dell'apparato uro-genitale frequente la ipospadia. Completano il quadro della sindrome le anomalie delle strutture distali degli arti con piega scimmiesca della mano.
 Un altro grave effetto collaterale del farmaco è rappresentato dalla agranulocitosi, dalla trombocitopenia e dall'evoluzione verso una forma di anemia aplastica, spesso fatale.
Il farmaco può inoltre provocare disturbi di stomaco, perdita di appetito, cefalea, visione offuscata, fotofobia, emeralopia, diplopia dermatiti e rash cutanei, vertigini, sonnolenza, atassia, irritabilità o stanchezza. Sono stati segnalati anche casi di sindrome nefrosica, talvolta fatali.

## Controindicazioni
Il farmaco è controindicato nei soggetti con ipersensibilità al principio attivo. Per la possibilità di sviluppo della sindrome da trimetadione il farmaco è controindicato in gravidanza.

## Interazioni
Il trimetadione non deve essere somministrato in associazione con la mefenitoina o la fenacemide poiché queste associazioni farmacologiche inducono la più alta incidenza di gravi effetti tossici.